# 特林德爾·玲奈
特林德爾·玲奈（日语：トリンドル 玲奈，1992年1月23日—），德日混血、出身於奧地利維也納的日本女性服裝模特兒、歌手與演員。經紀公司為Amuse，曾隸屬於PLATINUM PRODUCTION的特林德爾擔任過《JJ》、《ViVi》等知名服裝雜誌的專屬模特兒，代言產品在電視廣告中演出，除此之外，她也常以固定班底或來賓的身分，出席各電視台的綜藝節目，甚至擁有自己主持的節目單元，並自2012年起陸續參與數個電視劇作品的演出，逐漸轉型成演員。

## 經歷
特林德爾原為模特兒，曾替包括軟銀行動電信（SoftBank Mobile）、食品大廠明治、豐田汽車與日本環球影城在內的日本廠商代言。其中較知名者包括在軟銀行動電信頗受注目的「白戶家」系列廣告中扮演「來自鳥取縣羽合町的留學生」鳥取Tada（鳥取タダ），其中「鳥取」兩字發音作（Torindoru）與特林德爾的姓氏相同，甚至因此獲鳥取縣官方邀請擔任「鳥取故鄉大使」（鳥取ふるさと大使）。另外，特林德爾也主演了日本環球影城與遊戲軟體商卡普空（Capcom）合作的體驗式遊樂設施惡靈古堡 The Real（Biohazard The Real）之電視廣告，於2013年7月開始播出。
在電視劇發展方面，在日本演藝界時裝模特兒是成為女演員的常見管道之一，特林德爾·玲奈也是這類例子之一。其電視劇處女作是TBS在2012年秋季播映的連續劇《黑之女教師》（黒の女教師），在片中配角演出學校福利社的女店員落內福子一角。之後，特林德爾陸續接演了多齣電視劇，擔任的角色也從一開始的客串演出逐漸吃重。2013年6月25日，參演關西電視台的單集電視劇，故事由三組演員所拍製的三段獨立劇情構成，特林德爾在「買了『讚！』的女人」（『いいね!』を買った女）篇演出。2014年，在富士電視台1月的連續劇《Lost Days》中飾演「佐佐木梨花」一角。
2015年7月，主演園子溫執導的電影《真實魔鬼遊戲》。
2024年1月19日，於個人Instagram宣布與演員山本直寬結婚。

## 人物
- 本名與藝名相同的特林德爾是擁有奧地利與日本血統的混血兒[6]，出生於奧地利維也納[1]，父親是一名德裔的奧地利商人，母親則是日本人，家中還有一個妹妹[7]。由於父親的工作之故，特林德爾幼年時曾在日本、奧地利、法國與美國等國家居住，曾自言搬過14次家[6]。畢業於國際基督教大學高等學校並就讀於慶應義塾大學環境資訊學院[8]。
- 特林德爾會說德文、英文與日文，英語是日常會話的程度。曾獲得第10屆日本全國高中生德語演講比賽的優勝[1]，並參與NHK教育頻道的語言教學節目《看電視學德語》（テレビでドイツ語）的演出。除了德文外，小提琴亦是專長[1]。

## 戲劇作品

### 電影
- 《劇場版 BAD BOYS J》（2013年11月9日）：飾 佐藤エリカ
- 《咒怨：終結的開始》（2014年6月28日）：飾 七海
- 《排屋公寓》（2015年5月16日、期間限定） ：真人實境秀
- 《真實魔鬼遊戲》（2015年7月11日）：飾 尾沢ミツコ（主演）
- 《任俠野郎》（2016年6月4日）：飾 正岡時子

### 電視劇
- 《黑之女教師》（2012年7月20日 - 9月21日，TBS）：飾 落內福子
- 《無糖（日语：シュガーレス (漫画)）》（2012年10月3日 - 12月26日，日本電視台）：飾 諏訪晴香
- 《彼布利亞古書堂事件記事簿》（2013年1月14日 - 3月25日，富士電視台）：飾 佐佐木亞彌
- 《廉價航空（日语：チープ・フライト）》（2013年3月1日，日本電視台）：飾 櫻田瑪利亞（櫻田まりあ）
- 《BAD BOYS J》（2013年4月6日 - 6月22日，日本電視台）- 飾 佐藤エリカ
- 《讓人幸福的三種購物（日语：幸せになる3つの買い物）》（2013年6月25日，關西電視台）：飾 綾瀨瞳（綾瀬ひとみ）
- 《山田君與7人魔女》（2013年8月10日 - 9月28日，富士電視台）：飾 伊藤雅
- 《水木茂的怪怪怪怪談（日语：水木しげるのゲゲゲの怪談）》第二段故事「妖怪枕頭報恩」（妖怪枕返し）（2013年8月31日，富士電視台）：飾 麗華
- 《段田凜 勞動基準監督官》（2013年10月2日 - 12月11日，日本電視台）：飾 小宮瑠璃子
- 《「沉睡的森林的美女」殺人事件》（2014年1月2日，TBS）：餐廳女服務生（客串）
- 《Lost Days（日语：ロストデイズ）》（2014年1月11日 - 3月15日，富士電視台）：飾 佐佐木梨花（佐々木梨花）
- 《對不起青春！》（2014年10月12日 - 12月21日，TBS）：飾 山田・勃肯・京子（山田・ビルケンシュトック・京子）
- 《不便的便利屋（日语：不便な便利屋）》（2015年4月10日 - 6月26日，東京電視台）：飾 マッチ売りの少女? / 森未樹
  - 《不便的便利屋 2016 初雪》（2016年12月30日）
- 《那一天，鴨子公車（日语：ある日、アヒルバス）（2015年7月5日 - 8月23日，NHK BS Premium）：飾 澤田希子
- 《37.5℃的眼淚》（2015年7月9日 - 9月17日，TBS）：飾 小野優美香
- 《在蒂凡尼吃早餐（日语：いつかティファニーで朝食を）》（2015年10月11日 - 2016年3月27日，日本電視台）：主演・佐藤麻里子
- 《最後的餐廳（日语：最後のレストラン）》（2016年4月26日 - 2016年6月14日，NHK BS Premium）：飾 貞德・達爾克（第3集後）
- 《毫不保留的愛》（2016年7月12日 - 9月20日，TBS）：飾 美山千明
- 《黑暗中的十個女人（日语：黒い十人の女）》（2016年9月29日 - 12月2日，讀賣電視台・日本電視台）：飾 相葉志乃
- 《女囚SEVEN（日语：女囚セブン）》（2017年4月21日 - 6月9日，朝日電視台）：飾 市川沙羅
- 《神奈小姐》（2017年7月18日 - 9月19日，TBS）：飾 境川翔子
- 《有家可歸的戀人們》（2018年4月13日 - 6月22日，TBS）：飾 小島希望
- 《搜查會議在客廳（日语：捜査会議はリビングで!）》（2018年7月15日 - 9月2日，NHK BS Premium）：飾 桂木綿子
  - 《搜查會議在客廳 再来一碗》（NHK BS Premium，2020年2月2日 - 3月22日）：飾 桂木綿子
- 《我們是由奇蹟構成的》（2018年10月9日 - 12月11日，關西電視台・富士電視台）：飾 丹澤明里
- 《完美犯罪》（2019年1月20日 - 3月24日，ABC電視台、朝日電視台〈不包括某些地區〉）：主演・前島香織
- 《被Rapper咬了的话就会变成Rapper（日语：ラッパーに噛まれたらラッパーになるドラマ）》（2019年7月12日・13日，朝日電視台）：飾 藤本加奈子
- 《午餐聯誼偵探〜戀愛、美食與謎團〜（日语：ランチ合コン探偵 〜恋とグルメと謎解きと〜）》（2020年1月9日 - 3月12日，讀賣電視台・日本電視台）：飾 阿久津麗子
- 《嫉妬（日语：嫉妬 (2020年のテレビドラマ)）》（2020年8月16日，朝日電視台）：飾 野口聖子
- 《女之戰爭～Bachelor殺人事件～（日语：女の戦争〜バチェラー殺人事件〜）》（2021年7月3日 - 8月7日，東京電視台）：飾 河原麗奈
- 《受付的JOE（日语：受付のジョー）》（2022年4月26日 - 6月28日，日本電視台）：飾 花房カレン
- 《獨活女子的守則2》（2022年5月5日，東京電視台）：飾 工作人員（第5話客串）
- 《MY FAMILY》（2022年6月12日，TBS）：飾 遊戲公司職員（最終話客串）
- 《魔法翻新》（2022年8月1日，關西電視台・富士電視台）：飾 加藤えみり（第3話客串）
- 《今晚是寿喜烧哦（日语：今夜すきやきだよ）》（2023年1月7日 - 3月25日，東京電視台）：主演・浅野ともこ（與 蓮佛美沙子雙主演）
- 《因为我很大咧咧（日语：ワタシってサバサバしてるから）》（2023年1月9日 - 2月9日，NHK）：飾 本田麻衣
- 《月讀君的禁忌宵夜》（2023年4月22日 - 6月17日，朝日電視台）：飾 御神そよぎ（女主角）
- 《我們假結婚吧》（2023年7月11日 - 9月26日，關西電視台・富士電視台）：飾 二木谷レミ
- 《極度不妥！》（2024年2月16日，TBS）：飾 ケイティ池田（第4話客串）
- 《YIPS 易普症》（2024年4月13日，富士電視台）：飾 電撃ウィッチ麻尋（第1話客串）
- 《Replica 前妻的復仇（日语：レプリカ 元妻の復讐）》（2025年7月7日 - ，東京電視台）：主演・藤村葵 / 伊藤菫（ / ）

## 書籍

### 写真集
- コトリんどる。（2013年1月22日、講談社、撮影：川島小鳥）ISBN 978-4062182324

## 獎項
- 2015年蒙特利爾泛亞/奇幻国際電影節（Montreal Fantasia Film Festival） 最佳女主角獎（《真實魔鬼遊戲》）

## 外部連結
- 官方网站
- 個人介紹（Amuse官方網站）
- 個人介紹（白金製作官方網站） （页面存档备份，存于）（日語）
- 官方部落格 （页面存档备份，存于）
- （ViVi網路版）（日語）
- （JJ）（日語）
- トリンドル玲奈 / Reina Triendl的Instagram帳戶
- YouTube上的トリンドるんるん【トリンドル玲奈・トリンドル瑠奈】頻道